# Marathon van Hamburg 2016
De marathon van Hamburg 2016 werd gelopen op zondag 17 april 2016. Het was de 31e editie van deze marathon. 
De Ethiopiër Tesfaye Abera zegevierde bij de mannen in 2:06.58. Hij versloeg de Keniaan Philemon Rono, die in 2:07.20 over de finish kwam. Bij de vrouwen ging de Ethiopische Meselech Melkamu met de hoogste eer strijken; zij finishte in 2:21.55. Met deze tijd dook ze bijna drie minuten onder het parcoursrecord, dat sinds 2008 in handen was van de Russische Irina Timofejeva.
In totaal finishten 12.093 marathonlopers deze wedstrijd.

## Uitslagen

### Mannen
| rang   | naam                   | land | tijd    |
| ------ | ---------------------- | ---- | ------- |
| Goud   | Tesfaye Abera          | ETH  | 2:06.58 |
| Zilver | Philemon Rono          | KEN  | 2:07.20 |
| Brons  | Josphat Leting Kiprono | KEN  | 2:10.44 |
| 4      | Abayneh Ayele          | ETH  | 2:11.49 |
| 5      | Merhawi Kesete         | ERI  | 2:12.21 |
| 6      | Ezekiel Chebii         | KEN  | 2:12.45 |
| 7      | Ivan Fernandez         | ESP  | 2:12.55 |
| 8      | Abdelhadi El Hachimi   | BEL  | 2:13.10 |
| 9      | Benedict Moeng         | RSA  | 2:13.17 |
| 10     | Franck Caldeira        | BRA  | 2:13.17 |

### Vrouwen
| rang   | naam               | land | tijd    |
| ------ | ------------------ | ---- | ------- |
| Goud   | Meselech Melkamu   | ETH  | 2:21.55 |
| Zilver | Meseret Hailu      | ETH  | 2:26.26 |
| Brons  | Anja Scherl        | GER  | 2:27.50 |
| 4      | Monika Stefanowicz | POL  | 2:28.26 |
| 5      | Madaí Pérez        | MEX  | 2:29.27 |
| 6      | Kelly Arias        | COL  | 2:29.36 |
| 7      | Sarah Chepchirchir | KEN  | 2:30.08 |
| 8      | Adriana da Silva   | BRA  | 2:31.23 |
| 9      | Megertu Ifa        | ETH  | 2:32.40 |
| 10     | Mona Stockhecke    | GER  | 2:33.43 |

1986 · 1987 · 1988 · 1989 · 1990 · 1991 · 1992 · 1993 · 1994 · 1995 · 1996 · 1997 · 1998 · 1999 · 2000 · 2001 · 2002 · 2003 · 2004 · 2005 · 2006 · 2007 · 2008 · 2009 · 2010 · 2011 · 2012 · 2013 · 2014 · 2015 · 2016 · 2017